# Mathias Edenberg
Mathias Edenberg, född den 11 mars 1640 i Uppsala, död den 30 mars 1709 i Bälinge socken, var en svensk diplomat.
Edenberg, vars far adlades 1654, inskrevs redan 1648 som student vid Uppsala universitet och företog 1658-75 utrikes resor, under vilka han längre tider vistades i Strassburg, Heidelberg, Tübingen, Frankrike, England, Holland och Italien, samt 1672 medföljde ambassader till England, Holland och Frankrike. Från 1674 tjänstgjorde han som sekreterare. Edenbergs reseanteckningar finns bevarade, spridda i olika samlingar. Huvuddelen finns på Kungliga biblioteket.